# San Franciscan Nights
"San Franciscan Nights" is een nummer van de Britse band Eric Burdon and The Animals. Het nummer verscheen op hun album Winds of Change uit 1967. In augustus van dat jaar werd het nummer uitgebracht als de eerste single van het album.

## Achtergrond
"San Franciscan Nights" is geschreven door groepsleden Eric Burdon, Vic Briggs, John Weider, Barry Jenkins en Danny McCulloch en geproduceerd door Tom Wilson. Het nummer is geschreven als protest tegen de Vietnamoorlog, alhoewel Burdon tijdens een concert in 2010 vertelde dat hij het schreef over een avond die hij met Janis Joplin in San Francisco had doorgebracht. In een interview vertelde Burdon: "De 'Love Generation' hielp de anti-oorlogshouding in de Verenigde Staten. Het gaf veel soldaten zeker stof tot nadenken, waardoor zij zich begonnen af te vragen waarom zij een oorlog moesten uitvechten terwijl hun vriendinnen thuis plezier maakten, en het leidde tot veel angst. Misschien hielp het politiek gezien de zogenaamde vijand wel. Ik weet het niet."
"San Franciscan Nights" begint met een korte parodie op het themanummer van het radio- en televisieprogramma Dragnet, gevolgd door een gesproken intro die Burdon opdroeg aan de "stad San Francisco en hun inwoners". Vervolgens vertelt het lied over een warme avond in San Francisco in 1967 en worden er veel thema's uit de jaren '60 aangehaald. Aan het eind van het lied wordt vastgesteld dat de indianen ook onder de American Dream vallen.
"San Franciscan Nights" werd uitgebracht als single en werd een hit in een aantal landen; zo werd het in Canada een nummer 1-hit. In de Britse UK Singles Chart werd de zevende plaats gehaald, terwijl in de Amerikaanse Billboard Hot 100 de negende positie bereikt werd. In Nederland kwam de single tot de zesde plaats in de Top 40 en de vijfde plaats in de Parool Top 20. Op de B-kant van de Britse uitgave van de single stond het nummer "Gratefully Dead", een verwijzing naar de eveneens uit San Francisco afkomstige band Grateful Dead. In 1977 bracht Harpo een cover van "San Franciscan Nights" uit als single.

## Hitnoteringen

### Nederlandse Top 40
| Hitnotering: 09-09-1967 t/m 11-11-1967 | Hitnotering: 09-09-1967 t/m 11-11-1967 | Hitnotering: 09-09-1967 t/m 11-11-1967 | Hitnotering: 09-09-1967 t/m 11-11-1967 | Hitnotering: 09-09-1967 t/m 11-11-1967 | Hitnotering: 09-09-1967 t/m 11-11-1967 | Hitnotering: 09-09-1967 t/m 11-11-1967 | Hitnotering: 09-09-1967 t/m 11-11-1967 | Hitnotering: 09-09-1967 t/m 11-11-1967 | Hitnotering: 09-09-1967 t/m 11-11-1967 | Hitnotering: 09-09-1967 t/m 11-11-1967 | Hitnotering: 09-09-1967 t/m 11-11-1967 |
| Week                                   | 1                                      | 2                                      | 3                                      | 4                                      | 5                                      | 6                                      | 7                                      | 8                                      | 9                                      | 10                                     |                                        |
| -------------------------------------- | -------------------------------------- | -------------------------------------- | -------------------------------------- | -------------------------------------- | -------------------------------------- | -------------------------------------- | -------------------------------------- | -------------------------------------- | -------------------------------------- | -------------------------------------- | -------------------------------------- |
| Nummer                                 | 34                                     | 18                                     | 12                                     | 7                                      | 6                                      | 8                                      | 9                                      | 13                                     | 21                                     | 35                                     | uit                                    |

### Parool Top 20
| Hitnotering: 09-09-1967 t/m 04-11-1967 | Hitnotering: 09-09-1967 t/m 04-11-1967 | Hitnotering: 09-09-1967 t/m 04-11-1967 | Hitnotering: 09-09-1967 t/m 04-11-1967 | Hitnotering: 09-09-1967 t/m 04-11-1967 | Hitnotering: 09-09-1967 t/m 04-11-1967 | Hitnotering: 09-09-1967 t/m 04-11-1967 | Hitnotering: 09-09-1967 t/m 04-11-1967 | Hitnotering: 09-09-1967 t/m 04-11-1967 | Hitnotering: 09-09-1967 t/m 04-11-1967 | Hitnotering: 09-09-1967 t/m 04-11-1967 |
| Week                                   | 1                                      | 2                                      | 3                                      | 4                                      | 5                                      | 6                                      | 7                                      | 8                                      | 9                                      |                                        |
| -------------------------------------- | -------------------------------------- | -------------------------------------- | -------------------------------------- | -------------------------------------- | -------------------------------------- | -------------------------------------- | -------------------------------------- | -------------------------------------- | -------------------------------------- | -------------------------------------- |
| Nummer                                 | 15                                     | 12                                     | 8                                      | 5                                      | 5                                      | 6                                      | 6                                      | 14                                     | 17                                     | uit                                    |

### NPO Radio 2 Top 2000
| Nummer met noteringen in de NPO Radio 2 Top 2000 | '99  | '00  | '01 | '02  | '03  | '04  | '05  | '06  | '07  | '08  | '09 | '10  |
| ------------------------------------------------ | ---- | ---- | --- | ---- | ---- | ---- | ---- | ---- | ---- | ---- | --- | ---- |
| San Franciscan Nights                            | 1782 | 1470 | 877 | 1002 | 1328 | 1099 | 1216 | 1440 | 1268 | 1250 | -   | 1742 |

1. ↑  Een '-' betekent dat het nummer niet was genoteerd en een vetgedrukt getal geeft de hoogste notering aan.
2. ↑  Deze tabel is bijgewerkt tot en met de laatste editie (2024).